# Ковальчук Віктор Сергійович
Ві́ктор Сергі́йович Ковальчу́к (28 квітня 1984, Дубівка, Горностаївський район, Херсонська область — 31 жовтня 2014, Донецьк) — старший сержант Збройних сил України, учасник російсько-української війни.

## Біографія
Брав участь у миротворчих операціях ООН.
Старший сержант, 79-а окрема аеромобільна бригада. На фронті з березня 2014-го, стояв на блокпостах із анексованим Кримом, брав участь у боях за Савур-могилу — горів у БТРі, витягував під обстрілом побратимів, за Піски.
При обороні Донецького аеропорту загинув 31 жовтня 2014 року від осколкового поранення в голову. Старший сержант Ковальчук кинувся на гранату, рятуючи життя своїх побратимів.
Вдома у Миколаєві залишилася дружина Ірина та новонароджена донька (2014 р. н.). Похований у селі Дубівка Горностаївського району.

## Нагороди та вшанування пам'яті
За особисту мужність і героїзм, виявлені у захисті державного суверенітету та територіальної цілісності України, вірність військовій присязі під час російсько-української війни нагороджений
- орденом «За мужність» III ступеня (4.12.2014)

22 грудня 2015 року Миколаївська обласна державна адміністрація вручила матері загиблого військовика Ірині Ковальчук ордер на квартиру.